# Terra Nova (ostindiefarare)
Terra Nova var ett svenskt segelfartyg som byggdes på varvet Terra Nova i Stockholm. Som alla andra ostindiefarare utgick skeppets resor till Kina från Göteborg och återvände också dit om resan gått bra. De flesta ostindiefarare byggdes dock i Stockholm.
- Första resan gick till Kanton 19 januari 1775-9 juli 1776[2]
- Andra resan gick till Kanton 18 januari 1778-27 juli 1779[3]
- Tredje resan gick till Kanton 4 april 1782-29 juli 1783[4]
- Fjärde resan gick till Kanton 29 april 1784-29 juni 1786[5]